# Френк Саутолл
Френк Саутолл (англ. Frank Southall, 2 липня 1904 — 1 березня 1964) — британський велогонщик.
Срібний призер Олімпійських Ігор 1928 (групова шосейна гонка), 1928 (командна шосейна гонка) років, бронзовий призер 1932 року в командній гонці переслідування.